# Forkel (Stadtsteinach)
Forkel ist ein Gemeindeteil der Stadt Stadtsteinach im Landkreis Kulmbach (Oberfranken, Bayern). Forkel liegt in der Gemarkung Schwand.

## Geografie
Die Einöde liegt am Frankenknock (637 m ü. NHN), einer Erhebung des Frankenwaldes. Ein Anliegerweg führt 0,2 km östlich zu einer Gemeindeverbindungsstraße, die nach Vorderreuth (1,4 km südwestlich) bzw. zu einer Gemeindeverbindungsstraße bei Schwand verläuft (0,5 km nordöstlich). Südlich der Mündung des Anliegerwegs steht eine Wegkapelle, die 1891 erbaut wurde.

## Geschichte
Gegen Ende des 18. Jahrhunderts bestand Forkel aus einem Anwesen. Das Hochgericht übte das bambergische Centamt Stadtsteinach aus. Das Kastenamt Stadtsteinach war Grundherr des Gutes.
Mit dem Gemeindeedikt wurde Forkel dem 1808 gebildeten Steuerdistrikt Schwand und der im gleichen Jahr gebildeten Ruralgemeinde Schwand zugewiesen. Am 1. Januar 1974 wurde Forkel im Rahmen der Gebietsreform in die Gemeinde Stadtsteinach eingegliedert.

### Einwohnerentwicklung
| Jahr      | 001818 | 001819 | 001861 | 001871 | 001885 | 001900 | 001925 | 001950 | 001961 | 001970 | 001987 |
| Einwohner |        | 6      | 14     | 6      | 6      | 11     | 7      | 5      | 4      | 4      | 6      |
| Häuser    | 1      |        |        |        | 1      | 1      | 1      | 1      | 1      |        | 1      |
| Quelle    | [ 7 ]  | [ 10 ] | [ 11 ] | [ 12 ] | [ 13 ] | [ 14 ] | [ 15 ] | [ 16 ] | [ 17 ] | [ 18 ] | [ 1 ]  |

## Religion
Forkel ist katholisch geprägt und nach St. Bartholomäus (Wartenfels) gepfarrt.